# Tony Ernst
Tony Ernst, född 31 oktober 1966 i Malmö, är en svensk journalist, författare och fotbollssupporter.

## Journalist
Tony Ernst har varit verksam som skribent och musikkritiker på bland annat Sydsvenskan, Expressen, Göteborgs-Posten, Ordfront och Offside. 1997 grundade Ernst hiphop-tidningen Gidappa!, då med undertiteln "Sveriges enda tidning om svart musik". 

## Författare
I boken 6 miljoner sätt att jaga en älg på, En berättelse om musikindustrins uppgång och eventuella fall behandlar Ernst fildelning, upphovsrätt, The Pirate Bay och EU-direktiv genom att blanda kapitlen med närintervjuer med bland annat Horace Engdahl, Oscar Swartz, Karl Sigfrid och Petter. Illustrationerna i boken står Thelma Ernst för och formgivningen står Oskar Ponnert för.

## Supporter
Tony Ernst var ordförande i MFF Support från 15 november 2006 till 21 september 2009.
Därefter var Tony ordförande i Svensk Fotbollssupporterunion (SFSU). Han valdes på årsmötet i november 2012 och ersätter AIK:aren Victor Capel. Tony förklarade vid tillträdet att SFSU kommer att fortsätta att arbeta med bevarandet av 51%-regeln som huvudfokus. Efter tre år på posten slutade han som ordförande 2015.